# Irén Fejér
Irén Fejér (ur. 30 listopada 1937) – węgierska tłumaczka.

## Życiorys
Kilkakrotnie otrzymała wsparcie z Instytutu Książki w ramach Programu Translatorskiego ©POLAND.

## Tłumaczenia
- 2011: Czesław Miłosz A rabul ejtett értelem (Zniewolony umysł) (wspólnie z Endre Bojtárem, Jolán Cservenits, Zsuzsą Mihályi, Lajosem Pálfalvim i Viktórią Kellermann)[2]
- 2010: Sławomir Mrożek Abszurd történetek (Opowiadania)[3]
- 2005: Andrzej Szczeklik Katharszisz – a természet és a művészet gyógyító erejéről (Katharsis. O uzdrowicielskiej mocy natury i sztuki)[3]
- 2001: Sławomir Mrożek A hasonmás és más történetek (Sobowtór i inne historie)[3]
- 2001: Sławomir Mrożek Lolo és más történetek (Lolo i inne opowiadania)[3]
- 1999: Tadeusz Borowski Kővilág: válogatott versek és elbeszélések[4]
- 1990: Tadeusz Konwicki Kis apokalipszis (Mała Apokalipsa)[5]
- 1994: Czesław Miłosz Az Issa völgye (Dolina Issy)[6]
- 1986: Wiesław Myśliwski Pásztorkastély (Pałac)[7]
- 1987: Andrzej Kuśniewicz Színes üvegablakok (Witraże)[8]
- 1985: Jarosław Iwaszkiewicz Máter Johanna és más elbeszélések: A wilkói kisasszonyok Nyírfaliget Malom az Utrata partján Máter Johanna (Matka Joanna od Aniołów)[9]
- 1984: Adam Bahdaj Fekete sombrero: Regény[9]
- 1981: Julia Hartwig A tamtamdobtól az űrtáviratig
- 1974: Stanisław Lem Tudományos-fantasztikus irodalom és futurológia (Fantastyka i Futurologia)[10]
- 1968: Julia Hartwig Apollinaire[9]

## Nagrody i odznaczenia
- 2000: Krzyż Kawalerski Orderu Zasługi Rzeczypospolitej Polskiej[11]
- 1995: Nagroda Polskiego PEN Clubu za przekłady literatury polskiej na języki obce[12]
- 1991: Nagroda ZAiKS-u dla tłumaczy[13]
- 1978: Odznaka honorowa „Zasłużony dla Kultury Polskiej”[14]